# 阿基坦公爵

1154年的法国地图

阿基坦公爵（法语：Duc d'Aquitaine）是古代阿基坦地区的统治者，居于至高无上的法兰克、英格兰和后来的法国国王之下。
作为西哥特王国（418年—721年）的继承国，奥克西塔尼亚（阿基坦）和隆格多克（图卢兹）继承了西哥特法律和罗马法，罗马法允许妇女在20岁之前享有比同时代人更多的权利。特别是在“自由裁判会”第642/643号编纂并在653年被“再起义法”扩大之后，妇女可以继承土地和所有权，独立于丈夫或男性关系进行管理，如果没有继承人， 代表自己，从14岁起在法庭上见证，20岁以后安排自己的婚姻。因此，男性優先长子继承制是贵族实践的继承法。

## 加冕
墨洛温国王和阿基坦公爵的首都在圖盧茲。 加洛林王朝的国王使用位于更北部的不同的首都。 在765年，矮子丕平将捕获的阿基坦公爵威弗的金色旗帜授予利摩日的聖武士修道院。阿基坦的丕平一世被埋在普瓦捷。孩童查理在利摩日被加冕，埋在布爾日。当阿基坦在胖子查理去世后简要地宣称独立时，就是普瓦捷的雷纳夫二世得到皇室稱號，稱為阿基坦國王。在十世纪末期，懒王路易在布里尤德加冕。
阿基坦公爵加冕程序保存在十二世纪后期教会历书（准则）从利摩日圣艾蒂安，基于早期的罗马诺-德国人。在十三世纪初期，对这个强调了利摩日作为阿基坦首都的地方加了一个评论。历书表示，公爵接受了丝绸披风，冠军，横幅，剑，马刺和圣瓦莱丽戒指。

## 法兰克国王下的阿基坦公爵
墨洛温王朝国王为黑体。
- 克拉姆 (555年–560年)
- 德西迪里厄斯（英语：Desiderius of Aquitaine） (583年–587年，与比迪斯共治)
- 比迪斯（英语：Bladast） (583年–587年，与德西迪里厄斯共治)
- 貢多爾德（英语：Gundoald） (584年/585年)
- 奧斯特瓦爾德 (587年–589年)
- 塞雷烏斯（英语：Sereus） (589年–592年)
- 克洛泰尔二世(592年–629年)
- 查理贝尔特二世 (629年–632年)
- 希爾佩里克 (632年)
- 博吉斯（英语：Bodegisel） (632年–660年)
- 費利克斯（英语：Felix of Aquitaine） (660年–670年)
- 盧普斯一世（英语：Lupus I of Aquitaine） (670年–676年)
- 偉大的奧多（英语：Odo the Great） (688年–735年)，他的统治开始时间可能迟至692年，700年或715年，父母不清楚
- 霍纳德一世（英语：Hunald I） (735年–748年)，奥多大帝的儿子，退位到一个修道院，可能以后返回（见下文）
- 威弗（英语：Waifer of Aquitaine） (748年–767年)，霍纳德一世的儿子
- 霍纳德二世（英语：Hunald II） (767年–769年)，可能是霍纳德一世返回，或不同的霍纳德，逃到盧普斯二世（英语：Lupus II of Gascony）处，被移交给查理大帝
- 盧普斯二世（英语：Lupus II of Gascony） (768年–781年)，加斯科涅公爵，反对查理曼的统治和霍纳德的亲戚。

## 恢复法兰克国王下的阿基坦公爵
加洛林国王再次任命阿基坦公爵，首先是852年，自866年以来又一次。此后，这个公国也被称为圭亚那。

### 普瓦捷王朝 (Ramnulfids)
- 雷纳夫一世（英语：Ranulf I of Aquitaine） (852年–866年)，835年起任普瓦捷伯爵（英语：Count of Poitiers），852年任阿基坦公爵。
- 雷纳夫二世（英语：Ranulf II of Aquitaine） (887年–890年)，雷纳夫一世的儿子，也是普瓦捷伯爵，从888年起就叫阿基坦国王，直到他去世。
- 埃巴盧斯（英语：Ebalus of Aquitaine） (也称为“私生子” Manzer) (890年–893年)，雷纳夫二世的非婚生子，也是普瓦捷和奥弗涅的伯爵。

### 奥弗涅王朝
- 虔诚者威廉一世 (893年–918年)，也是奥弗涅伯爵（英语：Rulers of Auvergne）
- 年輕的威廉二世（英语：William II, Duke of Aquitaine） (918年–926年)，威廉一世的侄子，也是奥弗涅伯爵。
- 艾克弗雷德（英语：Acfred of Aquitaine） (926年–927年)，威廉二世的兄弟，也是奥弗涅的伯爵。

### 普瓦捷王朝 (Ramnulfids)复辟(927–932)
- 私生子埃巴盧斯（英语：Ebalus of Aquitaine） (927年–932年)，第二次。

### 鲁埃格王朝
- 雷蒙德龐斯一世（英语：Raymond Pons, Count of Toulouse） (932年–936年)
- 雷蒙德二世（英语：Raymond II of Rouergue） (936年–955年)

### 卡佩王朝
- 伟大的于格 (955年–962年)

### 普瓦捷王朝 (Ramnulfids)复辟（962年–1152年）
- 淡黄发威廉三世（英语：William III, Duke of Aquitaine） (962年–963年)，埃巴盧斯的儿子，还是普瓦捷和奥弗涅的伯爵。
- 鐵臂威廉四世 (963年–995年)，威廉三世的儿子，也是普瓦捷伯爵。
- 偉大的威廉五世 (995年–1030年)，威廉四世的儿子，也是普瓦捷伯爵。
- 胖子威廉六世（英语：William VI, Duke of Aquitaine） (1030年–1038年)，威廉五世的第一个儿子，也是普瓦捷伯爵。
- 奥多（英语：Odo of Gascony） (1038年–1039年)，威廉五世的第二个儿子，还是普瓦捷伯爵和加斯科涅公爵。
- 胖子威廉七世（英语：William VII, Duke of Aquitaine） （the Eagle） (1039年–1058年)，威廉五世的第三个儿子，也是普瓦捷伯爵。
- 威廉八世 （1058年–1086年），威廉五世的第四个儿子，还是普瓦捷伯爵和加斯科涅公爵。
- 威廉九世（the Troubadour） (or the Younger) （1086年–1127年），威廉八世的儿子，也是普瓦捷伯爵和加斯科涅公爵。
- 威廉十世（the Saint） (1127年–1137年)，威廉九世的儿子，还是普瓦捷伯爵和加斯科涅公爵。
- 阿基坦的埃莉诺 (1137年–1204年)，威廉十世的女儿，也是普瓦捷女伯爵和加斯科涅女公爵，连续嫁给了法国和英国的国王。
  - 年轻的路易 (1137年–1152年)，同时任法国国王，公爵在妻子的权利。

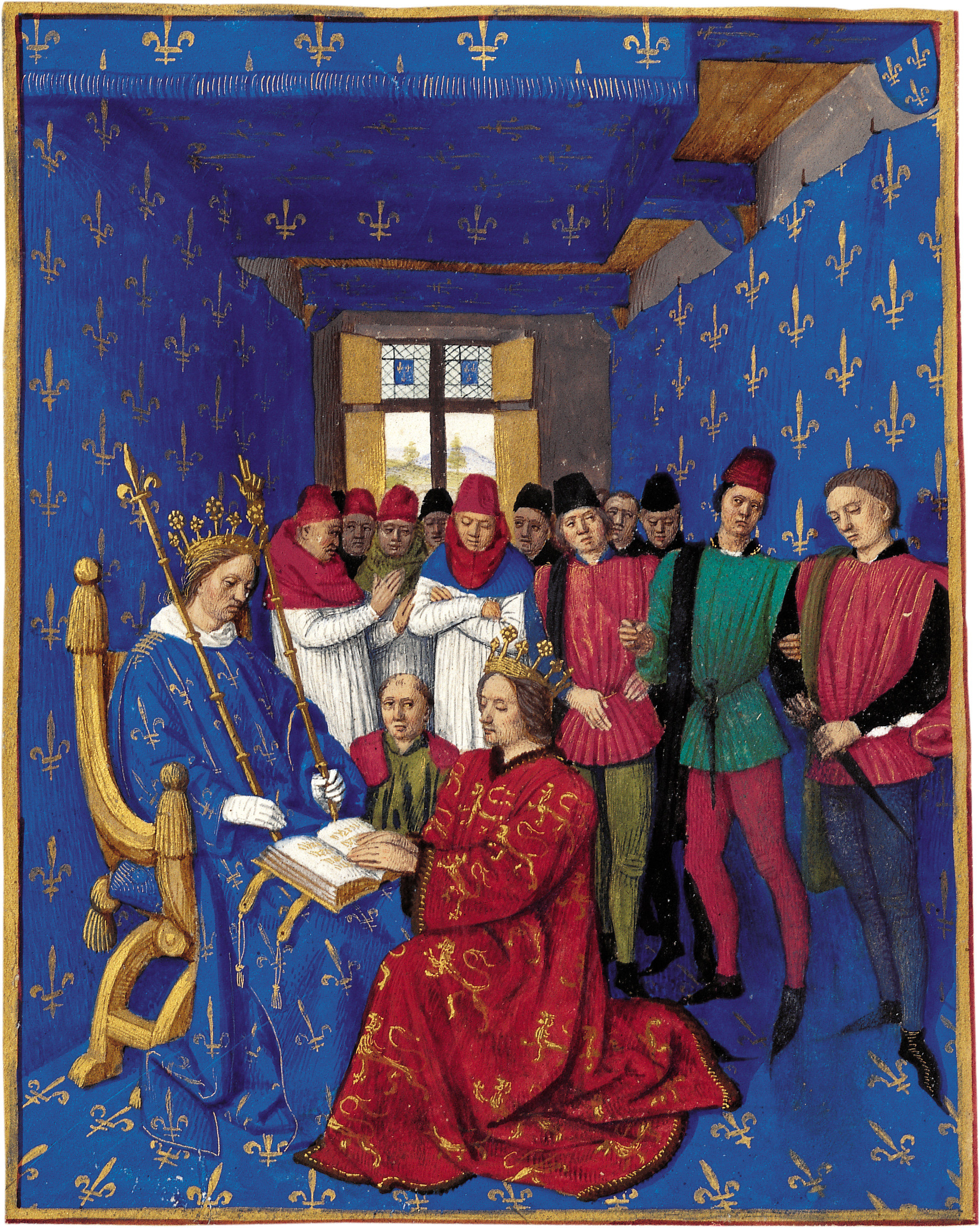
爱德华一世（跪着）向法国的腓力四世（坐下）效忠，让·富凯画。 作为阿基坦公爵，爱德华是法国国王的封臣

从1152年起，阿基坦公国由金雀花王朝包含，他们还作为独立君主统治英国，并通过分开的遗产在法国持有其他领土（见安茹帝国）。 金雀花王朝通常比法国的国王更强大，他们不愿意对法国国王在法国的土地表示敬意，这是中世纪西欧的主要冲突根源之一。

### 金雀花王朝
- 亨利一世 (英格兰的亨利二世) (1152年–1189年)，也是英格兰国王，公爵在他妻子埃莉诺的权利。
- 狮心王理查一世 (1189年–1199年)，也是英國國王，公爵在他母亲的权利。
- 约翰一世 (1199年–1216年)，也是英國國王，公爵在他母亲的权利，直到1204年。
- 亨利二世 (英格蘭的亨利三世)(1216年–1272年)，也是英格蘭國王。
- 长腿爱德华一世 (1272年–1307年)，也是英格蘭國王。
- 爱德华二世 (1307年–1325年)，也是英格蘭國國王。
- 爱德华三世 (1325年–1362年)，也是英格蘭國國王。

狮心理查不及他的母亲阿基坦的埃莉诺长寿。在1189年，当他在十字军时，她担任公国的摄政。他在返回欧洲时恢复了地位。

## 阿基坦的金雀花统治者
1337年，法国国王腓力六世再次宣称收回英国国王爱德华三世在阿基坦的封地。 爱德华相应地宣称法国国王以他的祖父国王菲利普后裔的名义。 这引发了百年战争，其中金雀花王朝和瓦卢瓦王朝都声称由于法国国王而对阿基坦而言至高无上。
1360年，双方签署了“布勒提尼条约”，爱德华放弃了法国王冠，但仍然是阿基坦君主（而不仅仅是公爵）。 然而，当条约在1369年被打破时，英国的索赔和战争恢复了。
1362年，作为阿基坦领主的爱德华三世，授予他的长子黑太子爱德华“阿基坦亲王”头衔。
- 黑太子爱德华 (1362年—1372年)，爱德华三世和菲利帕女王的长子，同时也是威尔士亲王。

1390年，国王理查二世，黑太子爱德华的儿子任命他叔叔冈特的约翰为阿基坦公爵。 这个任命在公爵死后过期了，公爵领地回到了皇冠。 无论如何，由于亨利·博林布鲁克夺取王冠，他仍然掌握了公国。
- 冈特的约翰 (1390年—1399年)，爱德华三世和菲利帕女王的第四个儿子，也是兰开斯特公爵。
- 亨利四世 (1399年—1400年)，夺取了英国的王位，公爵在他父亲约翰的死亡之后恢复了公民权利，但在成为英格兰国王后，将其交给了他的儿子。
- 亨利五世 (1400年—1422年)，亨利四世的儿子，也是英格兰国王(1413年—1422年)。

亨利五世继续统治阿基坦为英国之王和阿基坦领主。 他入侵法国，并在1415年对包括哈弗勒尔和阿金库尔战役胜利。他于1420年通过“特鲁瓦条约”成功地为其家庭获得了法国皇冠。亨利五世于1422年去世，当时他的儿子亨利六世继承了不到一年的法国王位; 他的统治看到法国的英国控制逐渐丧失。

## 阿基坦的瓦卢瓦和波旁公爵
法国瓦卢瓦王朝国王，声称凌驾于阿基坦之上，授予公爵称号给他们的继承人法国王太子。
- 约翰二世 (1345年–1350年)，腓力六世的約翰二世子，1350年成为法国国王。
- 查理，法国王太子，吉耶纳公爵（1392年？-1401年），查理六世的儿子。
- 路易（英语：Louis, Dauphin of France (1729–1765)） (1401年–1415年)，查理六世的儿子，法国王太子。

随着百年战争的结束，阿基坦归还法国国王直接统治，并由国王掌管。 只有偶尔授予另一个王朝成员的公爵或公爵的称号。
- 查理 (1469年–1472年)，查理七世的儿子。
- 泽维尔（英语：Xavier, Duke of Aquitaine） (1753年–1754年)，法国王太子路易的第二个儿子。

西班牙阿方索十三世之子塞戈维亚公爵海梅是法国王位的合法辩护者之一; 因此，他命名他的儿子，冈萨洛为阿基坦公爵（1972年-2000年）; 冈萨洛没有合法的孩子。

## 脚注
1. ↑  .   [2025-03-05] （中文（臺灣））.
2. ↑  Klapisch-Zuber, Christiane; A History of Women: Book II Silences of the Middle Ages, The Belknap Press of Harvard University Press, Cambridge, Massachusetts, London, England. 1992, 2000 (5th printing). Chapter 6, "Women in the Fifth to the Tenth Century" by Suzanne Fonay Wemple, pg 74. According to Wemple, Visigothic women of Spain and the Aquitaine could inherit land and title and manage it independently of their husbands, and dispose of it as they saw fit if they had no heirs, and represent themselves in court, appear as witnesses (by the age of 14), and arrange their own marriages by the age of twenty
3. ↑  .   [2017-07-29]. （原始内容存档于2019-06-03）.